# St. Magdalena im Gschnitztal

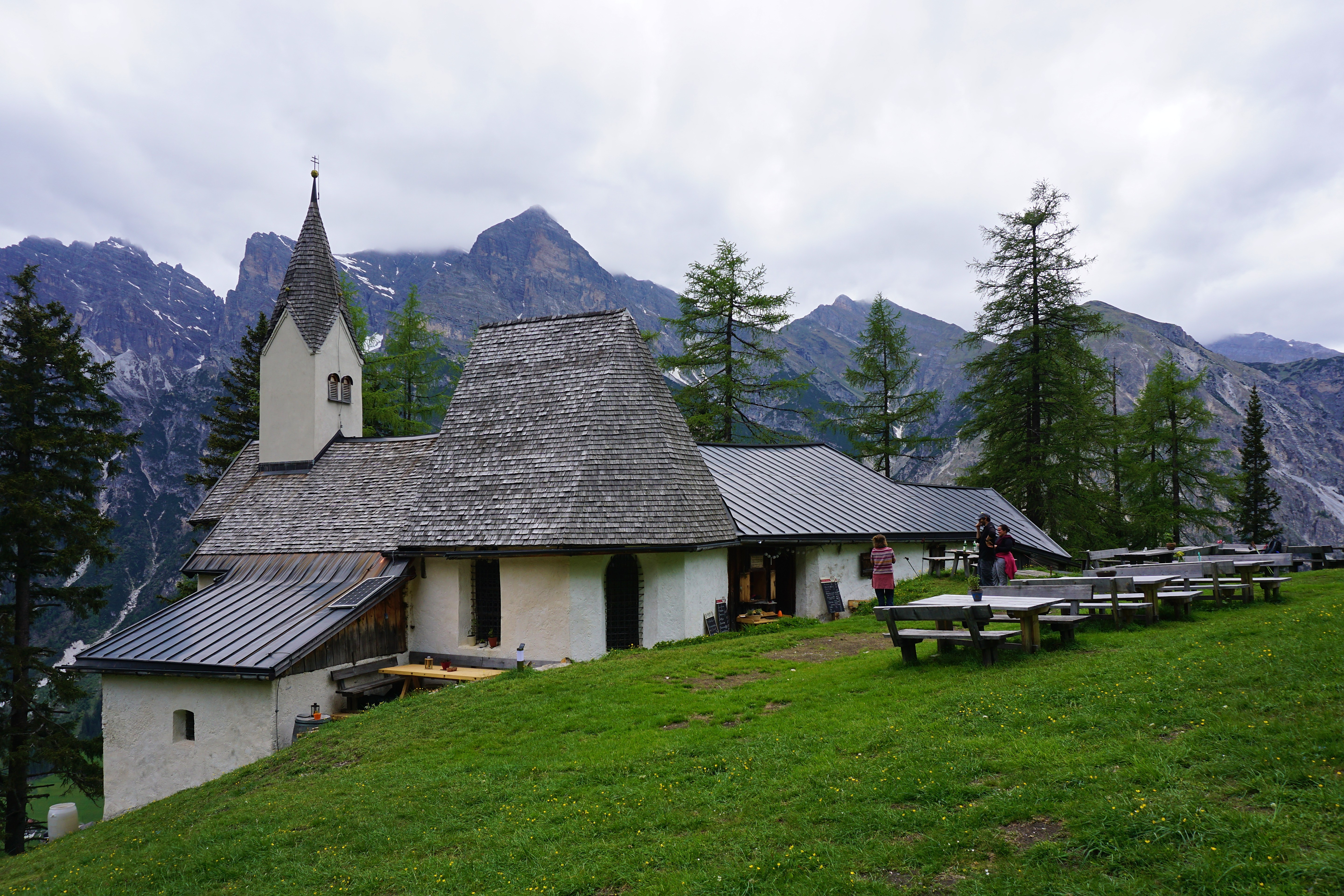
St. Magdalena von Südosten

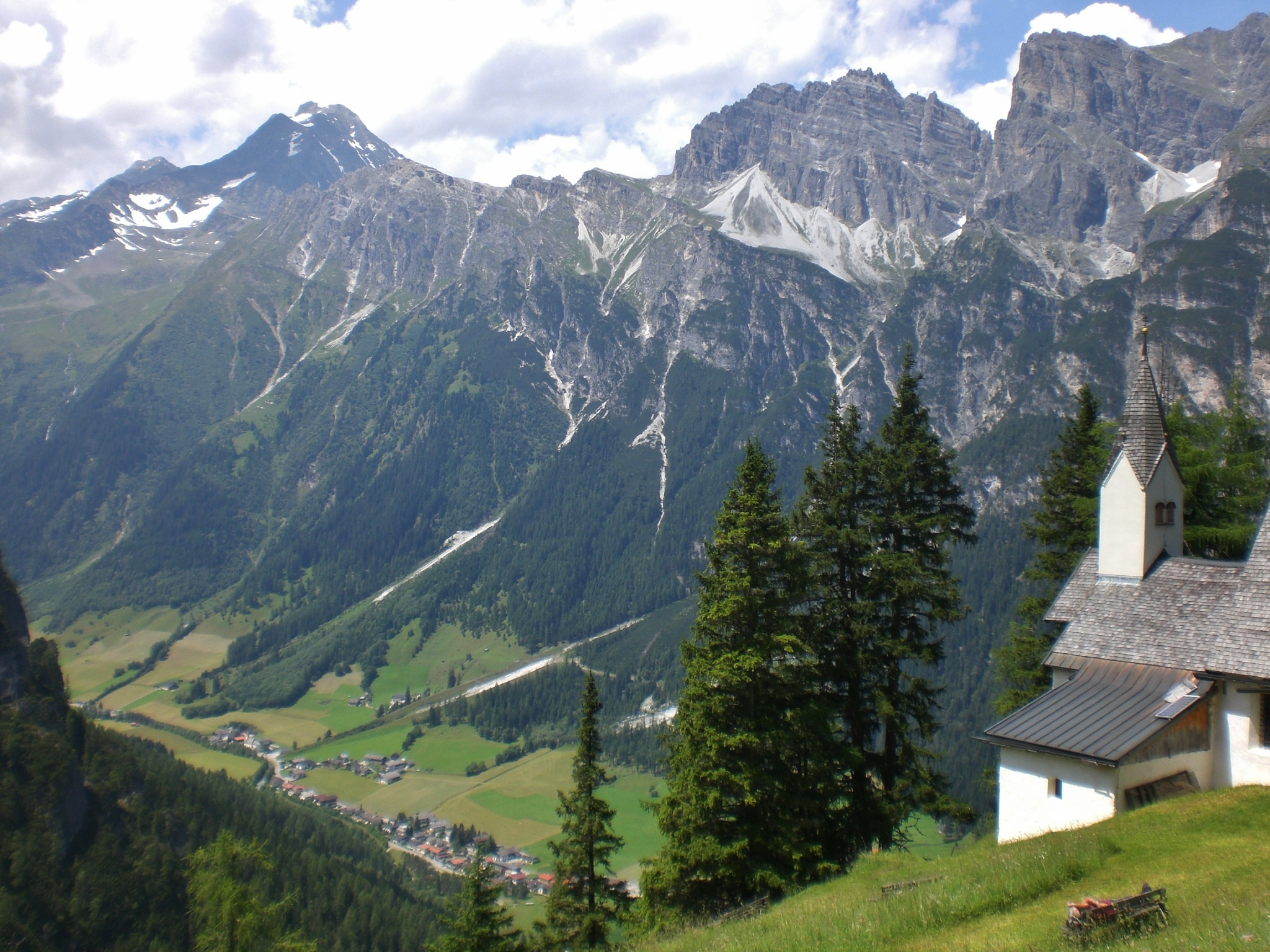
Blick zum Habicht und ins Gschnitztal

St. Magdalena im Gschnitztal, auch St. Magdalena auf dem Bergl, ist eine Wallfahrtskapelle mit ehemaliger Einsiedelei in der Gemeinde Trins in Tirol.

## Lage und Zugang
St. Magdalena liegt auf einem Felsvorsprung südwestlich von Trins auf 1661 m ü. A., gut 400 m über dem Talboden des Gschnitztals. Es ist auf Wanderwegen von Gschnitz und Trins sowie auf einem Klettersteig von Gschnitz zu erreichen. Von Gschnitz führen 14 Kreuzwegstationen zur Kapelle.

## Geschichte

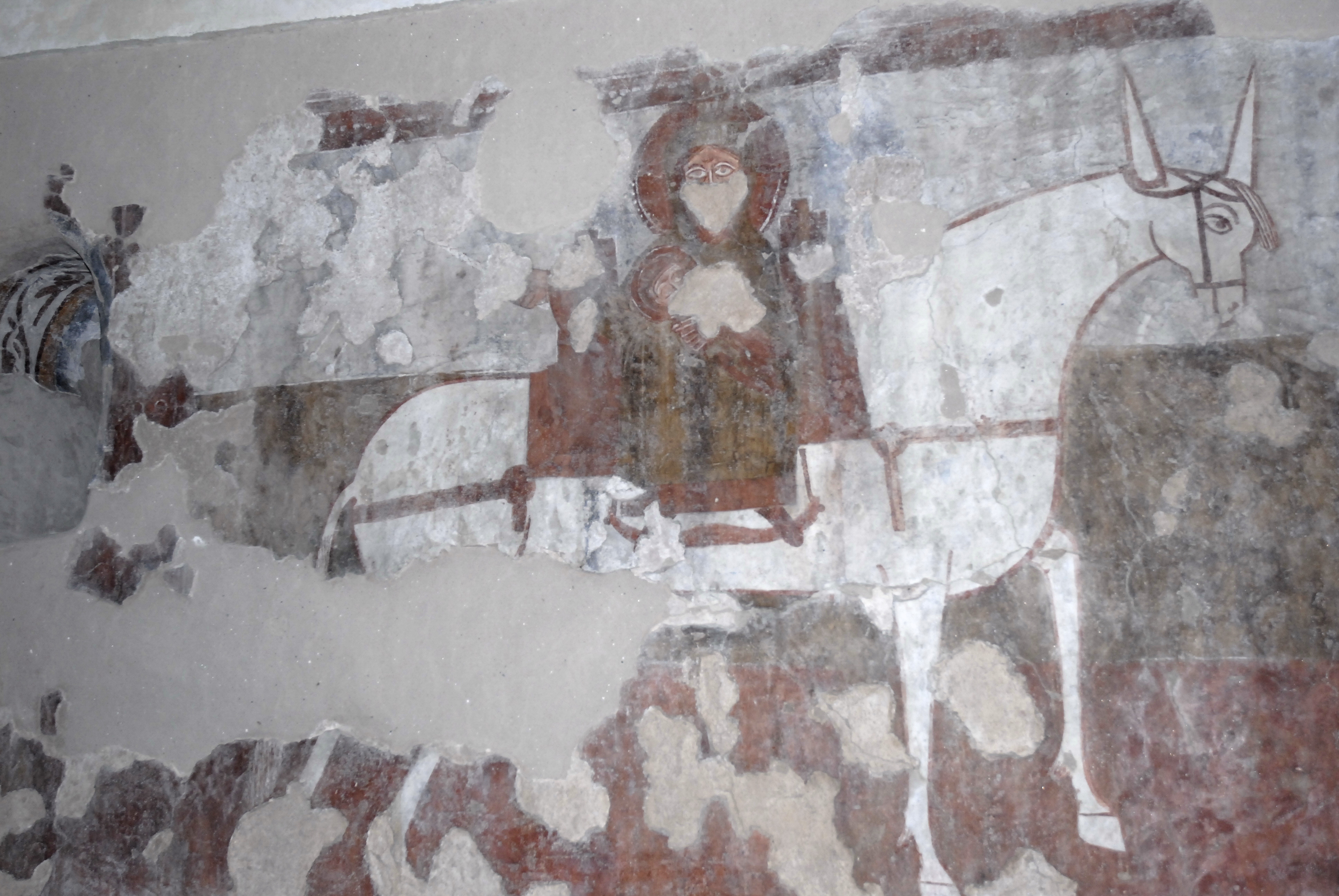
Fresko mit der Flucht nach Ägypten, 13. Jahrhundert

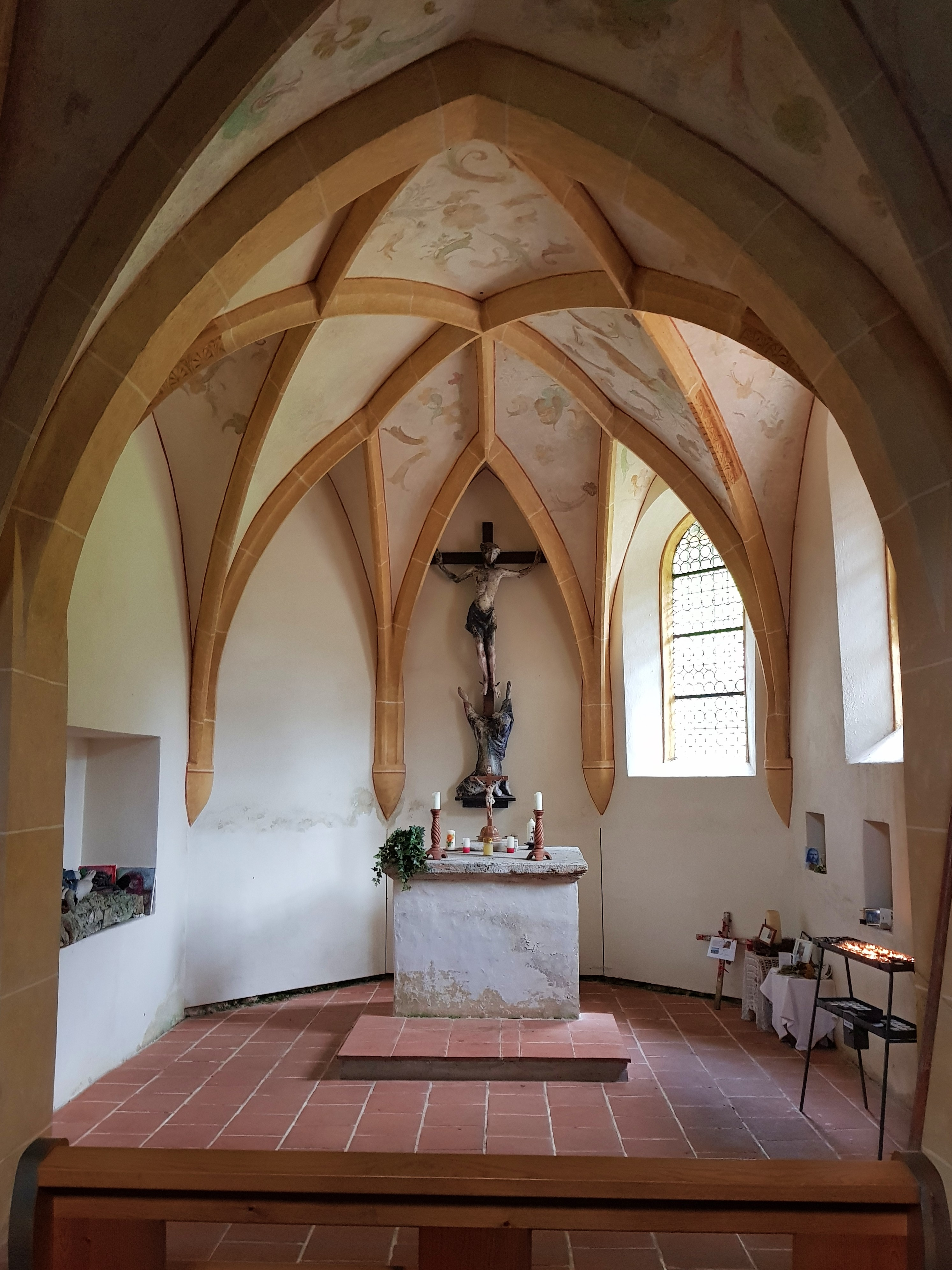
Chor mit Altar und Kruzifix von Hans Pontiller

Das Kirchlein wurde 1307 erstmals urkundlich erwähnt. Nach der Legende, wie sie 1766 in der Pfarrchronik von Gschnitz aufgezeichnet wurde, wollte ein reicher Adeliger zur Buße für seine Sünden eine Kirche zu Ehren der heiligen Maria Magdalena errichten. Auf der Suche nach einem geeigneten Ort fand man ein geschnitztes Bildnis der Heiligen, an dieser Stelle wurde die Kirche errichtet. Nach einer Volkssage handelte es sich bei dem Mann um einen Ritter von Schneeberg, der sich dort als Einsiedler niederließ.
St. Magdalena entwickelte sich zu einem beliebten Wallfahrtsort, der auch von den Landesfürsten verehrt und beschenkt wurde. Kaiserin Maria Theresia spendete jährlich 1000 Gulden. Ihr Sohn, Kaiser Joseph II. hob 1787 im Zuge seiner Reformen die Wallfahrt auf. Nach seinem Tod blühte sie wieder auf. Bis 1938 hielten Bauern aus Ellbögen und Patsch Bittgänge um eine gute Ernte ab.

## Beschreibung
Das rechteckige, romanische Langhaus vom Anfang des 13. Jahrhunderts hat ein vorkragendes Satteldach und einen Dachreiter. Der erhöhte, dreiseitige gotische Chor wurde im 15. Jahrhundert angebaut. Im Süden schließt die barocke Sakristei, im Norden die ehemalige, heute als Jausenstation genutzte Einsiedelei an.
Im Inneren wird das Langhaus durch einen spitzbogigen Triumphbogen vom Chor getrennt. Beide sind mit einem Sternrippengewölbe versehen, das mit Rankenmalerei aus dem 16. Jahrhundert verziert ist. An den Wänden des Langhauses wurden zwischen 1959 und 1972 Fresken vom Anfang des 13. Jahrhunderts freigelegt. An der Westwand ist neben einem vermauerten Rundbogenfenster die hl. Magdalena dargestellt, an der Südwand die Flucht nach Ägypten und auf beiden Seiten eines romanischen Fensters Adam und Eva unter dem Baum der Versuchung. Die Fresken an der Nordwand stammen von 1460 und werden Leonhard von Brixen zugeschrieben. Sie zeigen drei Szenen aus dem Leben der hl. Magdalena.
Am Hochaltar befindet sich ein Kruzifix mit der hl. Magdalena, das 1958 von Hans Pontiller als Ersatz für einen historistischen Altar geschaffen wurde. In einer Nische der Nordwand befindet sich eine Statue der liegenden Magdalena aus der ersten Hälfte des 19. Jahrhunderts.